# 2019年达卡火灾
2019年达卡火灾是指2019年2月20日发生于孟加拉国达卡专区达卡的火灾。这场火灾的起因被认定为一辆装有压缩天然气的汽车突然发生了爆炸，其引发的大火迅速蔓延到了附近的历史街区建筑。这场火灾造成了至少80人遇难，另有至少40人受伤。

## 起因
这场火灾起因于一辆装有压缩天然气的汽车突然发生了爆炸，其引发的大火很快蔓延至了附近的建筑物。在爆炸点附近有一栋五层楼房，由于这座楼房内储存了高度易燃的化学物质，导致大火迅速蔓延至附近的其他建筑。这场火灾原本发生于2019年2月20日的22时38分，但直至次日凌晨3时当局才允许媒体报道此次事件。
第一个被大火蔓延的建筑是一个低层为商店、高层为住宅的建筑。在这栋建筑的一楼有一个仓库，里面储存了塑料制品、化妆品和香水等物品。后来，大火蔓延到了一座位于清真寺后面的四层建筑。火势经这栋四层建筑逐渐蔓延到了附近的一家餐厅以及三栋位于狭窄小巷里的楼房。
大火除蔓延到了附近的建筑物外，还使得一台位于爆炸点附近的变压器爆炸，炸毁了几辆停在小巷里的汽车。而不幸的是，当时这个社区正在举行一场婚礼，这个小巷里挤满了当地的居民。

## 伤亡情况
2019年2月21日凌晨，即火灾发生的第二天凌晨，当地消防局局长阿里·艾哈迈德称共有41人遇难。而随后遇难者的人数上涨至了81人。除遇难者外，这场火灾还导致至少40人受伤。

## 反应
火灾发生后，时任孟加拉国总统阿卜杜勒·哈米德、孟加拉国总理谢赫·哈西娜和孟加拉国民族党主席艾尔沙德向火灾遇难者表示了哀悼。达卡南城市长赛义德·霍肯承诺，达卡将不再允许化学仓库建设于该城市内。
巴基斯坦外交部发言人对此深表遗憾。美国驻达卡大使馆通过推特向火灾遇难者表示了哀悼。
孟加拉国劳动就业部称，该部门将向每位火灾遇难者的家属赔偿10万塔卡，并向每位受伤者的家属赔偿5万塔卡。